# 阿莉扎·马根-哈莱维
阿莉扎·马根- 哈莱维（希伯來語：עליזה מגן-הלוי，1937年7月5日—2025年4月14日）曾任以色列情报官员，她于1958年至1999年在以色列国家情报机构摩萨德服役超过40年，参与了数百次秘密行动，包括“达摩克利斯行动”、“钻石行动”和“上帝之怒行动”。她于1990年被任命为摩萨德副局长，成为该机构历史上最高级别的女性。她曾在三位摩萨德局长手下担任该职，直至1999年退休。

## 早年生涯
马根于1937年出生于巴勒斯坦托管地的一户德国移民家庭，在耶路撒冷里哈维亚社区成长。她与亚伯拉罕·马根结为夫妻，此人于2011年逝世，这对夫妇没有子女。

## 职业生涯
她于1958年加入摩萨德，参与了以色列国内外数百项秘密行动。在20世纪60年代，她参与了“达摩克利斯行动”，并于1962年获派奥地利萨尔茨堡，负责策反一名为埃及总统贾迈勒·阿卜杜·纳赛尔工作的德国科学家。此后，她在摩萨德德国站任职。马根还参加了“钻石行动”，即摩萨德策反伊拉克飞行员穆尼尔·雷德法的行动。
据马根- 哈莱维称，她的报告引起了时任局长伊塞尔·哈雷尔的注意。哈雷尔指派马根- 哈莱维和摩萨德官员耶胡迪特·内西亚胡寻找约瑟利·舒马赫，此人被其属于犹太教正统派的外祖父母绑架。马根-哈勒维说服了将舒马赫偷运出以色列的露丝·本·戴维，让她透露舒马赫的下落。她还参与了“上帝之怒行动”，这是摩萨德在1972年慕尼黑惨案后实施的报复行动。
1980年，马根被任命为佐梅特分支的副负责人，随后于1984年升任行政分支负责人。马根- 哈莱维于1990年获任摩萨德副局长，曾在沙卜泰·沙维特、丹尼·亚托姆和埃夫拉伊姆·哈勒维三任摩萨德局长手下任职。马根在副局长任内参与策划了针对哈马斯领导人哈立德·迈沙阿勒的未遂暗杀行动，并批准在真主党筹款人阿卜杜拉·泽因位于瑞士的公寓内安装窃听设备的相关行动。
在20世纪90年代以色列的报业竞争中，《新消息报》曾刊登一篇人物特写，其中公开了她的名字首字母。在1998年3月埃弗拉伊姆·哈勒维获任局长后，她受邀继续担任副局长一职。她于次年退休。
马根是以色列记者迈克尔·巴尔-祖海尔与尼西姆·米沙尔于2021年出版的《摩萨德亚马逊人》一书中所介绍的摩萨德女性特工之一。

## 逝世及遗产
马根于2025年4月14日逝世。阿莉扎去世后，摩萨德发表声明表示：“摩萨德大家庭对我们同事阿莉扎的逝世深感悲痛。她是一位备受尊敬、开拓进取且尽职尽责的指挥官，终生致力于以色列及其公民的安全。阿莉扎是摩萨德的重要支柱之一，她对一代又一代特工产生了深远的影响，他们的培训始终秉承着她的精神和价值观。”